# Julien Ouédraogo
Julien Ouédraogo (* 16. Februar 1982) ist ein Fechter aus dem westafrikanischen Staat Burkina Faso.
Bei den Olympischen Spielen 2008 in Peking scheiterte in der ersten Runde beim Säbel-Einzel am Franzosen Nicolas Lopez, dem späteren Silbermedaillengewinner, mit 6:15.
Ouédraogo unterrichtet als Fechtlehrer in Dakar (Senegal).